# Culicoides azureus
Culicoides azureus är en tvåvingeart som beskrevs av Wirth och Blanton 1959. Culicoides azureus ingår i släktet Culicoides och familjen svidknott.
Artens utbredningsområde är Panama. Inga underarter finns listade i Catalogue of Life.